# La caja
La caja è un film del 2021 scritto e diretto da Lorenzo Vigas.
È stato presentato in concorso alla 78ª Mostra internazionale d'arte cinematografica di Venezia.

## Trama
Hatzín, un giovane adolescente di Città del Messico, viaggia sino nel nord del paese per riavere indietro i resti del padre, trovati in una fossa comune nel deserto. L'incontro fortuito con un uomo che presenta un'incredibile somiglianza fisica con suo padre cambierà i suoi piani.

## Promozione
Il trailer è stato pubblicato online il 3 settembre 2021.

## Distribuzione
Il film è stato presentato in anteprima il 6 settembre 2020 in concorso alla 78ª Mostra internazionale d'arte cinematografica di Venezia. Sarà presentato anche al Festival internazionale del cinema di San Sebastián e al Toronto International Film Festival.

## Riconoscimenti
- 2021 - Mostra internazionale d'arte cinematografica[1]
  - In concorso per il Leone d'oro al miglior film